# Aphytis mytilaspidis
Aphytis mytilaspidis är en stekelart som först beskrevs av Le Baron 1870.  Aphytis mytilaspidis ingår i släktet Aphytis och familjen växtlussteklar. Arten är reproducerande i Sverige. Inga underarter finns listade i Catalogue of Life.